# Куценко, Никифор Аввакумович
Никифор Аввакумович Куценко — советский хозяйственный и политический деятель.

## Биография
Родился в 1906 году в Бериславе. Член КПСС.
Окончил Бобринецкое профессионально-техническое училище, Одесский индустриальный институт.
В 1925—1930 гг. — рабочий завода в Кировограде.
В 1935—1941 гг. — мастер, начальник смены, начальник объекта, главный инженер на химическом комбинате в Рубежном Ворошиловградской области.
В 1941—1942 гг. — директор завода № 20.
Участник Великой Отечественной войны: заместитель командира 2-го стрелкового батальона 795-го стрелкового полка 228-й стрелковой дивизии по политчасти.
В 1945—1958 гг. — директор Тамбовского анилинокрасочного завода.
В 1958—1965 гг. — заместитель председателя Совнархоза Тамбовского, впоследствии Центрально-Чернозёмного экономического района.
В 1966—1977 гг. — директор Ставропольского завода химических реактивов.
Делегат XXV съезда КПСС.
Умер в 1988 году в Ставрополе.

## Награды
- Орден Ленина
- Орден Отечественной войны I степени (06.04.1985)
- Орден Отечественной войны II степени (22.10.1943)
- Орден Красной Звезды (12.06.1944)